# Lepidozia bisbifida
Lepidozia bisbifida là một loài rêu tản trong họ Lepidoziaceae. Loài này được Stephani miêu tả khoa học lần đầu tiên năm 1909.